# Фроманталь Галеві
Жак Франсуа́ Фроманта́ль Галеві́ (фр. Jacques-Fromental Halévy, 27 травня 1799, Париж — 17 березня 1862, Ніцца) — французький композитор, автор відомої опери «Жидівка» (фр. La Juive).

## Біографія
Народився у Парижі в заможній родині єврейського поета, кантора, вчителя єврейської мови Ель Галеві (Халфона) та французької єврейки Жюлі Меєр. Емігрувавши з Баварії, батько був змушений до свого прізвища Леві додати приставку для євреїв «а-».
З дитинства Жак проявляв неабиякі музичні здібності. У 1809 році у віці 10 років він вступає до Паризької консерваторії, де його вчителями стають Фелікс Казо, Ламберт, Анрі Бертон та Луїджі Керубіні. Після закінчення консерваторії у 1917 році за випускну кантату «Ермінія» Галеві отримує Римську премію, що дала йому можливість протягом двох наступних років працювати в Італії. У цей час на замовлення французького уряду він пише твір для триголосного хору «De Profundis» (Псалом 130) з текстом на івриті.
У 1816 році після повернення на батьківщину Галеві починає викладати в Паризькій консерваторії. Його перші опери не мали значного успіху. Лише в 1927 році, після виконання комічної опери «Ремісник» («L'artisan») Галеві здобуває широку популярність. У цьому ж році його призначають професором Паризької консерваторії, а в 1929 році — диригентом Великої французької опери.
Галеві прославився не тільки як композитор, але і як педагог, що виховав плеяду знаменитих французьких композиторів. Серед них Шарль Гуно, Базен, Каміль Сен-Санс, Жак Оффенбах і Жорж Бізе, що став його зятем.
У 1854 році Жак Галеві був призначений постійним секретарем Академії витончених мистецтв Франції.
У 1862 році композитор помер. Одна з центральних вулиць Парижа названа його ім'ям.

## Опера «Жидівка»
Найвідомішою оперою Галеві стала опера «Жидівка» (фр. La juive). Автор лібрето: Ежен Скріб. У опері використані єврейські мотиви, багатовікові страждання єврейського народу знайшли в ній глибоке музичне вираження.
Героїня «Жидівки», Рахиль, виявля́є полум'яну любов до єврейської релігії, до якої не належить за народженням, але в традиціях якої була вихована названим батьком Жозаром, і вона добровільно кидається у вогнище, не бажаючи зрадити свої ідеали. Галеві хотів зобразити в цій опері духовний морок і жорстокість, які панували в Середньовіччі, як наслідок хибного розуміння релігії.
Прем'єра відбулась 23 лютого 1835 року в Парижі в театрі «Опера Гарньє». У дореволюційній Росії була представлена перший раз на сцені німецького театру в Петербурзі і називалася «Жидівка», в СРСР опера йшла під назвою «Дочка кардинала», а з 2010 року ця опера виконується у Михайлівському театрі в Санкт-Петербурзі під назвою «Юдейка».

## Опера «Королева Кіпру»
Прем'єра «Королеви Кіпру» відбулась 22 грудня 1841 на сцені Паризької опери. Перша постановка «Королеви Кіпру» пройшла успішно. Лібрето, автор якого Генрі Вернуа де Сен-Жорж, привернуло до себе чимало уваги з боку критиків. Протягом довгих років опера продовжувала звучати на головній сцені Парижа, про що свідчать сторінки друкованих видань XIX ст. Так, у Каталозі 1878 року повідомляється, що 31 грудня 1876 року на сцені Паризької опери відбулась 118-та вистава «Королеви Кіпру». Відомо також, що твір Ф. Галеві з успіхом був прийнятий і в інших містах Франції.

## Композитори-сучасники Галеві про його творчість
Гектор Берліоз: «Музика Галеві відноситься до тієї, яку не можна об'єктивно оцінити після першого прослуховування. Одразу відчувається, що їй бракує досконалої форми, яскравих почуттів. Її складну внутрішню красу розумієш вже потім».
Ріхард Вагнер: «Що характеризує натхнення Галеві, так це, перш за все, патетика високої ліричної трагедії<…>. Його призначення писати музику, що ллється з прихованих, але найпотужніших глибин».

## Основні твори
- Ремісник (1827)
- Човняр (1827)
- Кларі, італійською (1828)
- Дилетант з Авіньйону (1828)
- Спогади Лафльора (1829)
- Жидівка (1835)
- Блискавка (1835)
- Гвідо і Геневра (1838)
- Шеріф (1839)
- Королева Кіпру (1841)
- Карл IV (1843)
- Мушкетери королеви (1846)
- Трояндова фея (1849)
- Пікова дама, за новеллою Олександра Пушкіна у перекладі Проспера Меріме(1850)
- Набоб (1853)
- Маг (1858)
- Ной, закінчена Бізе